# 杉田昌也
杉田 昌也（すぎた まさや）は日本の作曲家、編曲家、ギタリスト。合同会社CREEVE代表。

## 楽曲
蒼井翔太
- 「Fake of Fake 」(編曲、プログラミング、ギター)

ALEXXX
- 「Summer Time Holiday」
- 「Surfer's Paradise」
- 「Struggle」
- 「ワスレナイ」(ギター)

安納なお
- 「Brand New Days 」(共作曲、編曲、Mix、マスタリング)
- 「Pirouette 」(共作曲、編曲、Mix、マスタリング)

イケてるハーツ
- 「LOVE♡LOVE♡LOVE 」(nanosleep名義)(作編曲)

上野優華
- 「翼を持って生まれた者たち」(ギター)
- 「チョコレート」(編曲)

うなき
- 「愛して恋!!」(作編曲、ギター、Mix)

大平峻也
- 「CHANGE」(作編曲)

OKAPY
- 「にじいろ」(編曲、Mix)

加藤ミリヤ
- 「I AM」(nanosleep名義)(編曲、サウンドプロデュース、プログラミング)

神谷ちゃん
- 「Diary」(編曲、Mix)

96猫　nanosleep名義
- 「ポケットにファンタジー」(編曲)
- 「どう考えても私は悪くない」
- 「独り言」(作編曲、プログラミング、ギター)
- 「シャッターを切る」(作詞、作編曲、サウンドプロデュース、プログラミング)
- 「アスノヨゾラ哨戒班」(編曲、プログラミング)
- 「惑星ループ」(Mix)
- 「はなまるぴっぴはよいこだけ」(編曲、プログラミング)

小林太郎
- album「SQUEEZE」(編曲、ギター)
- 「Burst」(編曲、ギター)
- 「ドラゴンキリング」(編曲、ギター)
- 「GAMING SHOUT」(編曲、ギター)
- 「踏み出す一歩目」(編曲、ギター)
- 「フラグニスタ」(編曲、Rec、Mix)

コレって恋ですか？
- 「コレ恋って？」(作編曲、プログラミング、ギター)

SUPER☆GiRLS
- 「Bloom」(編曲、プログラミング、ギター)

すとぷり
- 「僕らだけのシャングリラ」(ギター)
- 「タラレバ」」(作編曲、プログラミング、ギター)

諏訪部順一
- 「TRUE LOVE」(編曲、プログラミング、ギター)

selfish
- 「Blue」(編曲)

diezelpunk:
- 「:BiRTH:」(編曲、Mix)

なつめ千秋
- 「はなばなし」(ギター)

HALUKA
- 「Life is a Journey」(編曲、ギター、Rec、Mix)

VALSHE
- 「コドモハザード」(作編曲)

日向坂46
- 「青春ポップコーン」(sugita.m名義)(作編曲)

ひょろっと男子たち
- 「STEP BY STEP」(作曲)

坊主の乙女
- 「恋は時間をバグらせる」(共作曲、編曲)
- 「追い上げのラッキーガール」(共作曲、編曲、Rec、Mix)

POCKET PANiC
- 「ポケパニセンセーション♪」(共作編曲)

MAYA
- 「青春の天才」(作編曲、ギター、Mix)

増田俊樹
- 「hikari」(作・共編曲、プログラミング、ギター)
- 「ordinary」(共編曲)
- 「今を越えて」(共編曲、ギター)
- 「ひび」(ギター)

マチダーS
- 「やさしいマチダ・東京」(編曲)

まる子
- 「君がいてくれたからだよ」[1](作編曲、ギター、Mix)

MiMi
- 「album「Colorful」」(編曲)
- 「Pink Moment」(編曲、ギター、Mix)
- 「空中ブランコ」(編曲、ギター、Rec、Mix)
- 「ハートセンサー」(作編曲、Rec、Mix)
- 「透明フレンド」(編曲、ギター、Rec、Mix)
- 「Melancholic」(編曲、ギター、Rec、Mix)

由美
- 「渦」(編曲、ギター、Rec、Mix)
- 「フタリなら」(編曲、Rec、Mix)
- 「Tick book」(編曲、ギター、Rec、Mix)
- 「贋物」(編曲、Rec、Mix)
- 「真夏の夜のモノローグ」(編曲、ギター、Rec、Mix)

## サポート
- 由美
- MiMi
- ナツメ
- 奥村初音
- 小林太郎
- 高田由香
- ミルマナコ
- ALEXXX
- 平井大
- 有坂ともよ